# 学校 (映画)
『学校』（がっこう）は、山田洋次監督の映画シリーズ作品。1993年から2000年までに全4作が制作された。マイナーな教育現場を舞台に、教育とは何かを考える。

## 学校
1993年11月6日（土曜日）公開の日本映画。製作は松竹・日本テレビ放送網・住友商事、配給松竹。松竹創業百周年記念作品。日本テレビ放送網開局四十年記念作品。芸術文化振興基金助成作品。文部省特選。
幅広い年代の生徒が集まる夜間中学校を舞台に、挫折や苦境から立ちあがる人々を描いた。朝鮮料理店を経営する在日朝鮮人のオモニ、中年になるまで文字が読めなかったイノさん（田中邦衛）などが登場する。
元々は『幸福の黄色いハンカチ』が制作された1976年以前から夜間中学をテーマにした作品の構想はあり、松竹の会長の城戸四郎は早く制作に踏み切るように山田洋次に話したものの、幸福の黄色いハンカチを先に撮らない限り制作に踏み切れないと山田が制作を見送り、構想から15年後に映画化に踏み切られた。
複数の人物の夜間中学のエピソードを織り交ぜ、その中でメインの人物であるイノさん（猪田）のモデルは井上という実在の生徒であり、下敷きになったのは、松崎運之助（みちのすけ）『青春 夜間中学界隈』（教育史料出版会、1985年）を元にしており、映画の数々のエピソード（競馬の話、医学部生に夜間中学を紹介された話、急病で死去した話など）も実話である。
この映画によって、夜間中学校は一挙に知名度が高まった。

### あらすじ（I）
夜間中学校に勤める黒井はある日校長に呼び出され「そろそろ異動を」と薦められていた。しかし黒井は「私は夜間に根を生やして『古狸』と呼ばれたいんです」とつっぱねる。黒井のクラスには働きながら夜間に通うカズ、中学1年生で不登校になったえり子、不良のみどり、日本の社会になかなか馴染めない中国人の張、焼肉屋を経営するオモニ、脳性麻痺で言葉の不自由な修、そして長年の肉体労働で身体を酷使した競馬好きのイノさんがいた。それぞれに違った環境でそれぞれの悩みを抱えつつ夜間に通う生徒たち。
そんな中、イノさんが体調不良で田舎に戻り、療養中となり教室には不在であるところから物語は始まる。

### 出演（I）
黒井先生
演 - 西田敏行
作中のクラス担任で国語教員。夜間中学校に情熱を持ち、校長からの異動の話を拒否して自身の教育論を語った事もある。「自分は夜間中学に根を生やしたい」「古狸と呼ばれる存在になりたい」「夜間中学は例外として認められた学校なのだから、決まり通りの人事ならコンピューターに任せておけば良い」との持論を持つ。「黒ちゃん（黒さん）」の愛称で慕われ、多くの生徒達から厚い信頼を寄せられている。独身。大学は夜間部の為、大学生活の傍ら、日中は鉄工場や建築現場等の肉体労働の仕事を経験している。又、授業中に居眠りをしているカズを叱り付けてカズが反抗的な態度を取って口論になった事から、カズの清掃会社で一日だけの仕事をした事もある。性格は温厚ではあるが、カズの居眠りやイノさんの失恋での自暴自棄な態度に対しては厳しく叱り付けている。涙脆い性格でもあり、前年度の謝恩会の際、当時担当していた男子生徒と抱き合って号泣した事もあり、ホモでないかと疑われている。行き付けは屋台のラーメン店。学校では茶色のスーツがトレードマークとなっている。
イノさん（猪田幸男）
演 - 田中邦衛
黒井の生徒の一人。山形県出身。自宅アパートは京成本線側にあり、窓のすぐ外を京成3300形電車が通り常に騒音に晒されている。50代になって初めて正社員としてメリヤス製造会社で働き出し、リヤカーを引っ張ってメリヤスを大量に運ぶ仕事をしている。向学心が人一倍強く、50代になるまで、文字の読み書きが出来無かった為、「文字の読み書きを教えてくれる所に行きたい」と若い医師・河合茂に相談を持ち掛け、河合のアドバイスを受け夜間中学に入学した。文字の読み書きができるようになったら、仕事で使えるよう自動車運転免許を取ることが夢だった。田島に好意を寄せたが、黒井に諦めるよう諭されてショックを受け、自暴自棄になり泥酔し暴れて黒井に厳しく叱られる。趣味は競馬で、オグリキャップの第35回有馬記念優勝について、授業で熱弁した事がある。数十年以上にわたり肉体労働を中心に幾つかの職を転々とし、それが影響して体を壊して大病を患い、療養の為東京から地元の山形に帰省し、最上郡戸沢村の戸沢中央診療所で療養の末亡くなった。妹が1人居たが幼少期に死別しており、その事が自分の責任であると思い込み、10代の時に上京していた過去がある。黒井は、彼の大病に関して「働き詰めだった彼にとって、この療養生活は漸く得られた安らぎの時」と発言している。
カズ（松岡和夫）
演 - 萩原聖人
清掃会社に勤務。少々不真面目だがクラスのムードメーカー的存在。クラスメイトの中では唯一、運転免許を所持している。えり子に恋愛感情を持ち、バイクでデートをするシーンがある。ファストフード店や立ち食い蕎麦等、手軽に食べられる食べ物が好物で、ハンバーガーの正しい食べ方をえり子にレクチャーしている。昼間の肉体労働でかなりの体力を消耗している為か、風船ガムをよく口にしており、居眠りする事もままある。
えり子（三宅江利子）
演 - 中江有里
元登校拒否児。優等生タイプで朗らかで優しい人柄。以前は無口で暗い女の子だった。厳しい両親の影響からか、中学を不登校になり、偶然見たテレビCMから夜間中学を知り、自ら入学したいという意思を見せた。終盤で卒業後は高校、大学に進学し、教師になって母校に戻ると宣言した。学校見学で、体育の授業のバレーボールのサーブを決めた事もある。
オモニ（金順姫 キムスニ）
演 - 新屋英子
56歳の時に入学。クラスではみんなの母親的存在で、時として黒井や、他の生徒らを叱ることもある。入学当初は、漢字の読み書きの練習で相当苦心していた。朝鮮料理店を経営し、子供は3人おり、息子も一緒に店を切り盛りしている。黒井とイノさんが彼女の店舗で飲食していた際、イノさんが失恋での自暴自棄な態度に業を煮やして店から叩き出した事もある。
チャン（張雲龍 チャンユンロン）
演 - 翁華栄
中国と日本のハーフ。母親が中国残留孤児で、日本人ゆえに文化大革命で迫害を受けた。日本での生活に希望を抱いていたが、差別的且つ無理解な扱いを受け反発する。クリーニング工場の仕事を不採用になった際、日本人の無理解な対応に業を煮やした事から「日本はとても嫌な国、日本人皆んな嫌いたい」などと叫んだが、田島の説得に心を動かされる。
おさむ（吉田修）
演 - 神戸浩
脳性麻痺の障害を抱え言葉が不自由な生徒。ほんわかした雰囲気が特徴で年下のカズからは、いじられキャラとなっている。イノさんと仲がいい。当作で修を演じた神戸は、次回作でも重度障害を抱える養護学校の生徒役として出演している。
みどり（佐野みどり）
演 - 裕木奈江
不良娘。やや短気だが根は仲間思い。根気よく親身に接してくれる黒井のことを信頼している。黒井の頭髪をとかしながら、卒業後は美容学校に進学し美容師になる志を語る。酒浸りの父親とは強い確執があり、帰宅拒否の傾向がある。
田島蛍子先生
演 - 竹下景子
英語教師。教師として黒井に憧れる。離婚歴のある独身の子持ち。イノさんに好意を持たれた事があったが、「自分には子供も居て、そこまで好意を持つ様な年齢では無い」と断った。幼い息子が1人おり、田島曰く「言う事を全然聞かないバカ息子」と評しているが、休日にカズとえり子と出会ったことがある。
校長
演 - すまけい
黒井に対し、心苦しくも別の中学校への異動の辞令を伝える。異動の話を拒否して自身の教育論を語り出す黒井に対し、校長の立場としては「あなたの教育論を述べて貰う為に呼び出した訳では無い」と切り捨てるほかなかった。
土屋
演 - 笹野高史
学校の職員。イノさんの叔母さんからの電話を受けて、黒井につなぐ。
自動車解体工場の社長
演 - 小倉久寛
チャンが以前働いていた工場の社長。チャンの勤務態度の悪さと待遇に対しての不平不満が多かった事から、チャンを解雇している。
リネン工場の工場長
演 - 坂上二郎
チャンが再就職を希望するクリーニング工場の社長。チャンが田島に付き添われて面接に訪れた際、チャンが「給料幾らですか」「給料の良い会社一杯ある。お宅、景気悪いか？」等と心無い質問をした為、チャンを不採用とした。
えり子の父
演 - 大和田伸也
自身は寡黙な性格だが、ベラベラ余計なことまで話す妻の言動を内心嫌がっている。
えり子の母
演 - 浅利香津代
えり子が中学校にまともに通えなくなったことを不憫に思っている。本人よりも自分で口を開く傾向があり、面談では家庭事情を語っていたが、夫から余計な事を話していると咎められた。
イノさんの叔母さん
演 - 園佳也子
山形県在住。療養中のイノさんの状況を黒井に電話で伝える。
八百屋の親父
演 - 渥美清（特別出演）
黒井の家の大家で、近所で八百屋を営む。黒井の家に訪れた田島との様子を窺う。
河合茂
演 - 大江千里
東京大学附属病院の若い医者。勉強を教わりたいと考えていたイノさんと出会い、夜間中学校に一緒に赴き黒井と出会う。面談の際、河合は「夜間中学に通う事がそんなに勇気の要る事なのか」と質問すると、黒井から「何らかの事情で義務教育を修了出来無かった人が学校に通う事は相当勇気の要る事だ」と言われていた。イノさんが夜間中学校に入校して以来、医師としての交流がさらに深まり、検査時には相当の病の進行を黒井に伝えており、「イノさんは頑丈な様に見えていたが、大病に気付けなかった自分の責任だ」と述べている。

### スタッフ（I）
- 監督：山田洋次
- 脚本：山田洋次・朝間義隆
- 原案シナリオ：廣澤榮
- 撮影：高羽哲夫・長沼六男
- 音楽：冨田勲
- 美術：出川三男・横山豊
- 照明：熊谷秀夫
- 編集：石井巌
- 録音：鈴木功
- 助監督：阿部勉、荒井雅樹、朝原雄三、佐々江智明、高橋孝之介、平松恵美子
- 調音：松本隆司
- スチル：金田正
- 現像：東京現像所
- 題字：麦豆教室
- 製作者：中川滋弘
- プロデューサー：深澤宏
- 製作：松竹・日本テレビ放送網・住友商事

### 製作
深澤宏松竹プロデューサーが制作中の作品の資金集めに奔走していた際、当時の日本長期信用銀行に相談したところ、住友商事が映画出資をしていることを耳にし、山田洋次監督が15年も温めていた『学校』の企画を紹介し、脚本を読んだ当時の住友商事担当者が出資を決定した。

### 撮影
夜間中学の卒業式をまじかに控えた1月16日一日の授業を複数の人物のエピソードを回想形式で進行させる。生徒は7人だが、後半はイノさん（田中邦衛）のエピソード主で、前半の他の6人のエピソードは少なめ。おさむ（神戸浩）のエピソードはほとんどない。黒井先生（西田敏行）が生徒のみどり（裕木奈江）に「お前が男の子なら引っぱたくところだぞ」と言うセリフは今日では男の子でもアウトと見られる。
40分過ぎからカズ（萩原聖人）がえり子（中江有里）をバイクに乗せて横浜ベイブリッジへ。町屋から横浜のため、遠出になるが、お昼にケンタッキー・フライド・チキンに入ると偶然、子供を連れた田島蛍子先生（竹下景子）が。田島先生の自宅は練馬区石神井台という架空の町のため万に一つもない偶然。
5分の4辺りからのオモニ（新屋英子）が経営する朝鮮料理店での黒井先生（西田）とイノさん（田中）との対峙がイノさんに不気味な恐ろしさがあり、緊張感漂う名シーン。

### ロケ地
エンドクレジットに協力として、足立区立第四中学校、荒川区立第九中学校、江戸川区立小松川第二中学校、大田区立糀谷中学校、葛飾区立双葉中学校、墨田区立曳舟中学校、世田谷区立三宿中学校、八王子市立第五中学校が表記される。撮影協力なのか取材協力なのかは分からない。主たる舞台は荒川区で町屋駅前停留場など、町屋駅周辺や荒川がよく映る。後半はイノさん（田中邦衛）のエピソードが主で、王子駅前や桜が満開の飛鳥山公園で田中と医者役の大江千里参加のロケが行われている。ラスト近くで修学旅行のシーンがあり、東海道新幹線の車内や奈良県薬師寺、若草山、奈良公園飛火野が映る。

### 受賞（I）
- 第48回毎日映画コンクール（1993年）
  - 日本映画優秀賞
  - 日本映画ファン賞
  - 宣伝賞・優秀賞
- 第17回日本アカデミー賞（1994年）[10]
  - 最優秀作品賞
  - 最優秀監督賞 - 山田洋次[注 1]
  - 最優秀脚本賞 - 山田洋次[注 1]・朝間義隆[注 1]
  - 最優秀主演男優賞 - 西田敏行[注 2]
  - 最優秀助演男優賞 - 田中邦衛[注 3]
  - 最優秀録音賞 - 鈴木功[注 1]・松本隆司[注 1]
  - 助演女優賞 - 竹下景子・裕木奈江
  - 新人俳優賞 - 萩原聖人[注 4]・裕木奈江
  - 話題賞・俳優部門 - 萩原聖人[注 4]
  - 優秀音楽賞 - 冨田勲
  - 優秀撮影賞 - 長沼六男[注 5]・高羽哲夫[注 5]
  - 優秀照明賞 - 熊谷秀夫[注 5]
  - 優秀美術賞 - 出川三男[注 1]・横山豊[注 1]
  - 優秀編集賞 - 石井巌[注 1]

## 学校II
1996年10月19日（土）公開の日本映画。製作は松竹・日本テレビ放送網・住友商事。芸術文化振興基金助成作品。文部省選定。
高等養護学校を舞台に、軽重それぞれの障害を持つ生徒間の交流・葛藤、就職問題等をテーマに、入学から卒業まで3年間の出来事を描いた作品。

### あらすじ（II）
竜別（りゅうべつ）高等養護学校では、様々な障害を持つ生徒たちが寮生活を送りながら教育を受けている。2年前この学校に入学してきたのは、いじめに遭って以来一言も話さない高志や言語障害と歩行障害のある佑矢たち。彼らを受け持つのは、クラス担任の竜平とそれをサポートする玲子、それに新人教師・小林の3人。佑矢は特に手のかかる生徒で、すぐに暴れ回るため小林は片時も離れずその対応に追われる。竜平たちは長い月日をかけて生徒との関係を築いていく。しかし3年生になった高志はある日、佑矢を連れて「買い物へ行く」と寄宿舎を出たまま失踪する。

### 出演（II）
青山竜平
演 - 西田敏行
クラス担任。愛称は『リュー先生』。生徒たちの気持ちを尊重したやり方で指導する。かつて東京の高校で勤務していたが仕事に悩み、先輩に紹介してもらった北海道で勤務することになる。大学を卒業した後サラリーマンをしていたものの教員になるべく猛勉強を開始。教員採用試験に何度も落ちた経験を持つ。妻とは離婚しバツイチ。
緒方高志
演 - 吉岡秀隆
軽度の知的障害がある。中学生の頃のいじめにより傷つき無口で暗い性格になる。実習でクリーニング工場で働いていたが、自身の能力の低さと職場でのいじめで、竜平に「自分はもっとバカだったら良かった」等と不満を漏らした事がある。趣味は釣り。車が好きな事、一人で出来ることから、夢はトラックの運転手になること。
吉岡は本作の撮影中に山田から「秋にまたやるよ」と渥美清の死により実現しなかった男はつらいよ第49作「寅次郎花へんろ」の話をされたと語っている。
久保佑矢
演 - 神戸浩
重度障害により気持ちを上手く表現できず、すぐに暴れ、失禁や脱糞を繰り返しており、教師らも手を焼いている。ある出来事から高志を「お兄ちゃん」と慕う。実習では割りばしを紙袋へ詰める仕事をしている。
小林大輔
演 - 永瀬正敏
若い新米教師。愛称コバ先生。重い障害のある佑矢の担当。佑矢との関係が上手く築けずに悩む。短気で気性が荒い性格。その為、暴れたり失禁や脱糞を繰り返す佑矢に暴言を加えた事がある。札幌に恋人がいたが別れたことをリュー先生に告白する。
北川玲子
演 - いしだあゆみ
竜平のクラスの補助的な教師を担当。生徒たちに精一杯の愛情を持って支える。三年間特別支援学校に勤務し、普通高校への異動を考えていたコバ先生に「そういう考えの人がいるとチームとしてはやりづらいのよね」と言い放つ。

#### 高志と佑矢が出会う主な人物
滝川駅員
演 - 梅垣義明
失踪後に駅に訪れた高志と佑矢を目撃し、竜平にその時の状況を伝える。
ホテルのマネージャー
演 - 笹野高史
養護学校の高志の先輩である木村が働くホテルのマネージャー。障害者に理解を持っている。
高志の先輩
演 - 大沢一起
ホテルの調理場に勤務。障害を持ちながらも懸命に働く。時間に細かい性格。
熱気球仲間
演 - 山村レイコ、油井昌由樹
高志と佑矢が道端に座り込んでいた所を偶然車で通りかかり乗せてあげる親切な人。

#### 高志の同級生たち
いとう
演 - 小籔千豊
紺色の野球帽がお気に入りで授業中でもいつも被っている。挨拶するのが好き。
ゆりこ
演 - 鈴木美恵
相手に色々と質問したり、自分が知っている知識を相手に教えるのが癖。
あんどう
演 - 真野きりな
かなりの潔癖症。ちょっとしたことで教室に備え付けの手洗い器に手を洗いに行く。
むかいけんいち
演 - 向健一
指と声で銃で撃つ(撃たれる)マネをして相手や自分が死んだふりをする遊びが好き。
おおはらもとこ
演 - 大原資子
おかっぱ頭の女の子。内気で大人しいが心優しい性格。

#### その他の主な人物
由香
演 - 浜崎あゆみ
竜平の娘。母と祖母と3人で暮らす。進路をめぐり母と意見が合わずに悩む。
小宮山勇吉
演 - 中村富十郎
養護学校の校長。高志と佑矢が一緒に過ごす内に変化が起きたことに気づく。
緒方綾子
演 - 泉ピン子
高志の母。高志がいじめを受けて急に暗く無口な性格になりショックを受ける。
久保文枝
演 - 原日出子
佑矢の母。佑矢が自ら希望して養護学校に入学したが、これからの生活に不安を覚える。
クリーニング工場の社長
演 - 鶴田忍
高志が就職を目指して職場体験(作中では現場実習と呼ばれる)をする工場の社長。
クリーニング工場の先輩
演 -
高志が職場体験した工場の若い先輩従業員。高志に細かく指導する。ロン毛の男。
安室奈美恵 with SUPER MONKEY'S
演 - 安室奈美恵 with SUPER MONKEY'S
本人役でライブシーンで登場。他にも本作では安室奈美恵の楽曲が何度か使用されている。
コンクールの司会者
演 - 豊田順子（日本テレビアナウンサー）
作中に催される北海道の新聞社主催の高校弁論作文コンクールの司会者。

### スタッフ（II）
- 監督：山田洋次
- 脚本：山田洋次・朝間義隆
- 撮影：長沼六男
- 音楽：冨田勲
- 美術：出川三男
- 照明：熊谷秀夫
- 編集：石井巌
- 録音：鈴木功
- 助監督：阿部勉、荒井雅樹、朝原雄三、伊藤匡史、平松恵美子、間宮浩之
- 調音：松本隆司
- スチル：金田正
- 現像：東京現像所
- CG：日立製作所
- 熱気球コーディネーター：市吉三郎、宮原毅
- 特別協力：読売新聞社
- 協力：北海道立雨竜高等養護学校、雨竜町、旭川市、滝川市、美瑛町、留萌市、富良野市、全日本空輸、キリンビール、札幌テレビ放送、ブルーハイウェイライン 他
- 製作者：中川滋弘
- プロデューサー：深澤宏
- 製作：松竹・日本テレビ放送網・住友商事

### 受賞（II）
- 第51回毎日映画コンクール（1996年）
  - 日本映画優秀賞
  - 男優助演賞 - 吉岡秀隆
  - 録音賞 - 鈴木功
- 第20回日本アカデミー賞（1997年）[13]
  - 優秀作品賞
  - 優秀監督賞 - 山田洋次
  - 優秀脚本賞 - 山田洋次・朝間義隆
  - 優秀主演男優賞 - 西田敏行
  - 優秀主演女優賞 - いしだあゆみ
  - 優秀助演男優賞 - 永瀬正敏・吉岡秀隆・神戸浩
  - 優秀撮影賞 - 長沼六男
  - 優秀照明賞 - 熊谷秀夫
  - 優秀録音賞 - 鈴木功・松本隆司
  - 優秀編集賞 - 石井巌

## 学校III
1998年10月17日（土）公開の日本映画。製作は松竹・日本テレビ放送網・住友商事・角川書店・読売新聞社。日本テレビ開局45年記念作品。文部省選定。
職業訓練校（ビル設備・ビルメンテナンス半年コース、東京都立）が舞台。自閉症の息子を持つシングルマザーの女性を中心とし、人生の再出発をかけて集った人々のリストラ・再就職問題を主題に心の交流を描いた作品。
山田洋次は1997年放送のNHKドキュメントにっぽん「われらの再出発 失業サラリーマンたちの6か月」を観て、様々な人が再出発を目指す職業訓練校を舞台にした本作を構想したという。

### あらすじ（III）
零細企業の経理係で働く紗和子は、自閉症ながら新聞配達をする息子・富美男と団地で二人暮らし。しかし突然会社からリストラされてしまい、生活のために正社員として働き口を探す。職業安定所には紗和子の望む募集がなく、資格取得のため職業訓練校（技術専門校のビル管理科）に入校する。ビル管理科のクラスは、不景気でリストラされたり経営していた店が潰れた40代以上の男ばかり。みな同じような境遇で紅一点の紗和子とも親しくなるが、周吉だけは他の生徒と交わろうとしない。紗和子が慣れない資格の勉強に奮闘するなか、新聞配達中の富美男がトラブルを起こしてしまう。

### 出演（III）
小島紗和子
演 - 大竹しのぶ
会社の経営悪化を理由に経理の仕事を解雇されたため、技術専門校に通い資格取得を目指す。息子の富美男と団地で暮らす。夫を過労死で失っている。あることがきっかけで周吉と親しくなり、互いに好意を抱くようになるが・・
高野周吉
演 - 小林稔侍
ビル管理科の生徒。会社に早期退職を迫られ辞職。再就職先の目処が立たず、そのため技術専門校に渋々通う。実は20代で主任になったエリート証券マン。そのためプライドが高く、わがままかつ協調性の無い態度を取ってしまい、他の生徒から顰蹙を買ってしまう。妻や息子とは別居中で、１人暮らし。紗和子と出会い、次第に彼女に恋愛感情を抱く。
小島富美男（トミー）
演 - 黒田勇樹
紗和子の一人息子。16歳。自閉症で会話はできるが常に独り言を話す。新聞配達をしている。トンネルに興味を示す。

### 技術専門校の関係者
井上幸男
演 - 田中邦衛
生徒。板金関係の工場の元経営者。自然とビル管理科クラスのまとめ役のような存在。
鬼塚健
演 - ケーシー高峰
生徒。以前はゲイバーのバーテンダーらしい水商売をしていて退職後もオネェ言葉を話す。
金栄洙（キム・ヨンス）
演 - 笹野高史
在日朝鮮人の生徒。電気製品の小売店の元店主。物覚えが良くボイラーの仕組みを紗和子たちに説明する。妻と娘がいる。
斉藤先生
演 - 寺田農
ビル管理科のクラスの主な担当講師。ビル管理の仕事に対する心構えや必要な知識を教える。
北
演 - さだまさし
技術専門校の事務担当。ある時講師が遅れた時につなぎで教壇に立つ。「道具」についてユーモアを交えて話す。

### 紗和子の関係者
倉本節
演 - 余貴美子
紗和子と同じ団地に住む仲の良いおばさん。夏休みも共に旅行に行く等、紗和子たちとは家族ぐるみで付き合う。
倉本健吉
演 - 伊藤淳史
節の息子。富美男と仲が良く、一緒にいる時は色々と助言したり面倒を見ている。
紗和子の伯母
演 - 中村メイコ
普段は自宅兼不動産屋で働いている。よく喋るおばさんで、客からも迷惑がられている。紗和子親子の生活を心配する。

### 周吉の関係者
高野藤子
演 - 秋野暢子
周吉の別居中の妻。周吉がこれまで仕事一筋で家庭をあまり顧みなかったため、やや冷めた夫婦関係になっている。自ら事業を手がけている。
高野肇
演 - 伊崎充則
周吉の息子。大学進学を目指す予備校生。藤子と同じく周吉を冷めた目で見ており、父への不満を抱えている。
高野の会社社長
演 - 鶴田忍
証券会社の社長。周吉を含めて支店長クラスの50歳以上の社員に早期退職を宣告する。

### その他の主な人物
山本
演 - 吉岡秀隆
富美男が働く新聞配達の仕事仲間。口数は多くないが富美男や紗和子を心配する気の優しい青年。
団地の主婦
演 - 松金よね子
富美男の新聞配達先の団地の住人の1人。独り言を言いながら新聞配達をする富美男を気味悪がっており、紗和子に息子を施設に入れては等と発言し、紗和子を怒らす。
村上
演 - 小林克也
経営コンサルタント。紗和子が勤めていた会社の経営状態が悪く社長の代わりに解雇を告げる。
紗和子の同僚
演 - 角替和枝
自分たちへの解雇通告を直接伝えない社長に文句を言う。

### その他（III）
ビル管理主任
演 - 園田裕久
橋本久
演 - 笠井一彦
工藤秀勝
演 - 小林繁

### スタッフ（III）
- 監督：山田洋次
- 原作：鶴島緋沙子「トミーの夕陽」（つげ書房新社）
- ロケ協力：東京都立亀戸技術専門校・赤羽台団地・住宅・都市整備公団・日本生活協同組合連合会医療部会・野村證券・村内ファニチャーアクセス
- ボイラー技術指導：南雲健治・池田三郎（日本ボイラ協会）
- 障害児教育指導：本間紀夫
- 主題歌協力：ヤマハ・ヤマハ音楽振興会
- 製作代表：大谷信義・氏家齊一郎・宮原賢次・角川歴彦・渡邉恒雄

### 主題歌（III）
- 中島みゆき 「瞬きもせず（MOVIE THEME VERSION）」

### 受賞（III）
- 第53回毎日映画コンクール（1998年）
  - 日本映画優秀賞
  - 女優助演賞 - 余貴美子
- 第41回ブルーリボン賞・助演女優賞（1998年） - 余貴美子（『あ、春』と合わせて受賞）
- 第22回日本アカデミー賞（1999年）[16]
  - 優秀作品賞
  - 優秀監督賞 - 山田洋次
  - 優秀脚本賞 - 山田洋次・朝間義隆
  - 優秀主演女優賞 - 大竹しのぶ
  - 優秀助演女優賞 - 余貴美子
  - 新人俳優賞 - 黒田勇樹
- 第72回キネマ旬報ベスト・テン（1999年）
  - 新人男優賞 - 黒田勇樹
- 第8回日本映画批評家大賞（1999年）
  - 新人賞 - 黒田勇樹

## 十五才 学校IV
2000年11月11日（土）公開の日本映画。製作は松竹・日本テレビ放送網・住友商事・角川書店・博報堂。
学校を舞台とせず、全国各地におけるロケをメインとした初の作品。不登校の少年が横浜から鹿児島県の屋久島までヒッチハイクする旅を描いたロードムービー。

### ストーリー（IV）
東京に住む中学3年生・大介は、ある日家族に行き先を告げないまま家出をした。実は、もう半年前から朝になると謎の腹痛に襲われるため、不登校生活を送っている。学校を休むと昼ごろに腹痛は収まるが、医者やカウンセラーにも原因はわからない。大介が家出をした理由は、樹齢7,000年とされる屋久島の縄文杉に触れてみたい思いからだった。大介の母・彩子は心配するが父・秀雄は意気地なしの大介がそんな遠くに行けるわけがないとまともに取り合わない。そんな親の心配もよそに大介は、一人旅をしながら道中で様々な人に出会い屋久島を目指す。

### 出演 （IV）
川島大介
演 - 金井勇太
中学3年生。不登校だが理由は自身もわからない。屋久島の縄文杉を目指して一人旅をする。

#### 大介の家族
川島秀雄
演 - 小林稔侍
大介の父。不登校になった大介を当初は心配していたが、一向に心を開こうとしない息子に愛想を尽かし、最近は彩子に面倒を任せっぱなし。
川島彩子
演 - 秋野暢子
大介の母。家出をした大介を心配しているが、自身に対応を押し付ける秀雄に不満を持つ。
川島舞
演 - 児玉真菜
大介自慢の妹。兄想いで、大介を見下す発言をする秀雄に反論する。

#### 大介を車に乗せる人たち
児玉
演 - 笹野高史
冒頭でヒッチハイクで大阪に行きたいという大介を車に乗せる。車中で大介と口論となり、高速のサービスエリアに大介を置いて去ってしまう。
宮本
演 - 梅垣義明
同乗している車に大介を乗せてあげる(運転するのは佐々木)。高校生の長男の進路に悩んでいる。ひょうきんな性格だが、実は務めていた運送会社が倒産し、実家に帰る途中であった。妻に逃げられているらしく、長男を含む子供が3人と年老いた母と暮らしている。
佐々木康
演 - 赤井英和
長距離トラック運転手。大阪弁を話す。大介を車に乗せる。高校時代、東京に憧れてバイクで家出をしたことを大介に明かす。昔はワルだったらしく、顔に喧嘩した時に出来た傷痕がある。
大庭すみれ
演 - 麻実れい
女性の長距離トラック運転手。宮崎県在住。母子家庭で子供2人を育てている。息子の登と境遇が似ている大介に親近感を覚える。夫とは離婚している模様。

#### すみれの家族
大庭薫
演 - 真柄佳奈子
すみれの娘。中学生。母が仕事柄、家を空けることが多いので率先して家事をしている。
大庭登
演 - 大沢龍太郎
すみれの息子。薫の兄。ほとんどの時間を自室に引きこもっている。ジグソーパズルにハマっている。時代劇好きで部屋には往年の時代劇映画のポスターが所狭しと貼られている。その影響か殺陣が上手い。無口で母や妹とも口を聞かないが、大介とは打ち解け、母への想い等を語った。別れの際にあるメッセージを大介に託す。
すみれの母
演 -桜むつ子
すみれの実母か義母かは不明。畑仕事をするぐらい元気だが、少し認知症気味。デイサービスを利用している。

#### 大介が屋久島で出会う人たち
金井真知子
演 - 高田聖子
大介が屋久島で偶然出会った女性。大介と同じく縄文杉などを目指して一人旅をしている。
畑鉄男（バイカルの鉄）
演 - 丹波哲郎
屋久島で独り暮らしをする老人。大介を家に泊めてあげる。シベリア帰りで、酔うと先の戦争と亡き戦友の話になる。カラオケでは「カチューシャ」が十八番。頑固でぶっきらぼうな性格で運転も荒いが、大介には優しく接する。昔は極道者だったらしく、それが原因で妻と子供たちとは疎遠になっている。普段はパチンコ屋で清掃員をしている。
周吉
演 - 犬塚弘
鉄男の戦友仲間。同じくシベリア抑留を経験。なぜか常にアゴにマスクをつけている。
正夫
演 - 桜井センリ
鉄男の戦友仲間。ただし、鉄男とのカラオケなどの付き合いに乗り気ではなく渋々同行する。
薬屋のおかみ
演 - 余貴美子
商品を買いに来た大介に使い方を説明する。世話好きな性格。

#### その他（IV）
黒井先生
演 - 中村梅雀
大介の担任。彩子からの連絡を受けて、大介のクラスメイトと共に行きそうな場所を考える。第1作に於ける黒井とは全く無関係である。
木下泉
演 - 皆川香澄
大介のクラスメイト。不登校生活を送る大介を気にかける。実は大介が好意を寄せる相手。
大角（おおすみ）
演 - 蛭子能収
すみれの地元の市役所勤務。薫曰く「こんにゃく玉みたいな顔の人」。妻とは死別で独身。実はすみれに想いを寄せている。
畑満男
演 - 前田吟
鉄男の息子。福岡在住。都会の病院での入院を拒む鉄男に手を焼いている。
スナックの主人
演 - 佐藤蛾次郎
鉄男が常連で通うカラオケ・ショーパブ『しゃくなげ』でショーの司会などをしている。
志乃
演 - 野村恵里
若い社員
演 - 北山雅康

### スタッフ（IV）
- 監督：山田洋次
- 脚本：山田洋次・朝間義隆・平松恵美子
- ロケ協力：日向市・小林市・上屋久町・屋久町・屋久島観光協会・屋久島森林管理署・屋久島自然保護官事務所・鹿児島商船・マリンエキスプレス ほか
- 山岳ロケ協力：岩川俊朗
- 山岳撮影コーディネート：島津康一郎
- ポスターイラスト：326
- 製作代表：大谷信義・氏家齊一郎・宮原賢次・角川歴彦・宮川智雄

### 主題歌（IV）
- ゆず「シャララン」

### 受賞（IV）
- 第24回日本アカデミー賞[18]
  - 優秀作品賞
  - 優秀監督賞 - 山田洋次
  - 優秀脚本賞 - 山田洋次・朝間義隆・平松恵美子
  - 優秀助演男優賞 - 赤井英和・丹波哲郎
  - 優秀助演女優賞 - 麻実れい
  - 新人俳優賞 - 金井勇太
  - 優秀撮影賞 - 長沼六男
  - 優秀照明賞 - 吉角荘介
  - 優秀美術賞 - 出川三男
  - 優秀録音賞 - 岸田和美
- 第55回毎日映画コンクール[19]
  - 日本映画優秀賞
  - 脚本賞 - 山田洋次・朝間義隆・平松恵美子